# Mutinerie d’Álzaga

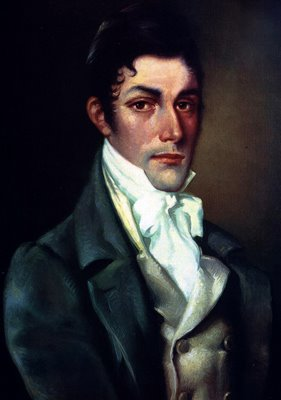
Martín de Álzaga

La mutinerie d’Álzaga (en esp. Motín de Álzaga, ou plus communément Asonada de Álzaga) est la tentative avortée de coup de force menée le 1er janvier 1809 par un groupe proche du cabildo de Buenos Aires et ayant à sa tête l’alcade Martín de Álzaga, en vue de faire destituer le vice-roi du Río de la Plata, le Français Jacques de Liniers. Cette rébellion, énergiquement interrompue par Cornelio Saavedra, a été diversement interprétée par les historiens, soit comme une réaction absolutiste, soit comme un prélude de la révolution de Mai.

## Contexte
Jacques de Liniers et Martín de Álzaga avaient été les héros de la reconquête de Buenos Aires lors de la première des offensives britanniques contre le Río de la Plata en 1806. Lorsque se produisit l’année suivante la seconde offensive, Rafael de Sobremonte, accusé d’abandon de poste en temps d’invasion étrangère, fut remplacé, sous la pression populaire, par Liniers dans la fonction de vice-roi. Par la victoire remportée dans la défense contre cette deuxième invasion, le prestige de Liniers se trouva rehaussé davantage encore, si bien qu’il fut confirmé dans sa fonction par ordre du roi Charles IV d'Espagne.
Francisco Javier de Elío, le gouverneur de Montevideo, fit opposition à son autorité et prit prétexte de ce que Liniers était d’origine française pour l’accuser de comploter pour le compte de l’Empire napoléonien, alors en guerre avec l’Espagne. Aussi Elío mit-il sur pied à Montevideo un comité de gouvernement (junte), qui récusait l’autorité du vice-roi.
Au mois d’octobre 1808, une révolution fut sur le point d’éclater contre Liniers, menée par le Cabildo de la capitale : fit figure d’excuse cette fois le fait que le fils du vice-roi venait de contracter mariage dans la vice-royauté que gouvernait son père, ce qui était interdit au regard des lois espagnoles. Toutefois, le refus net de la Real Audiencia d'endosser la requête de destitution fit échouer le dessein d’Álzaga et de sa faction.

## L'Asonada

### Première tentative

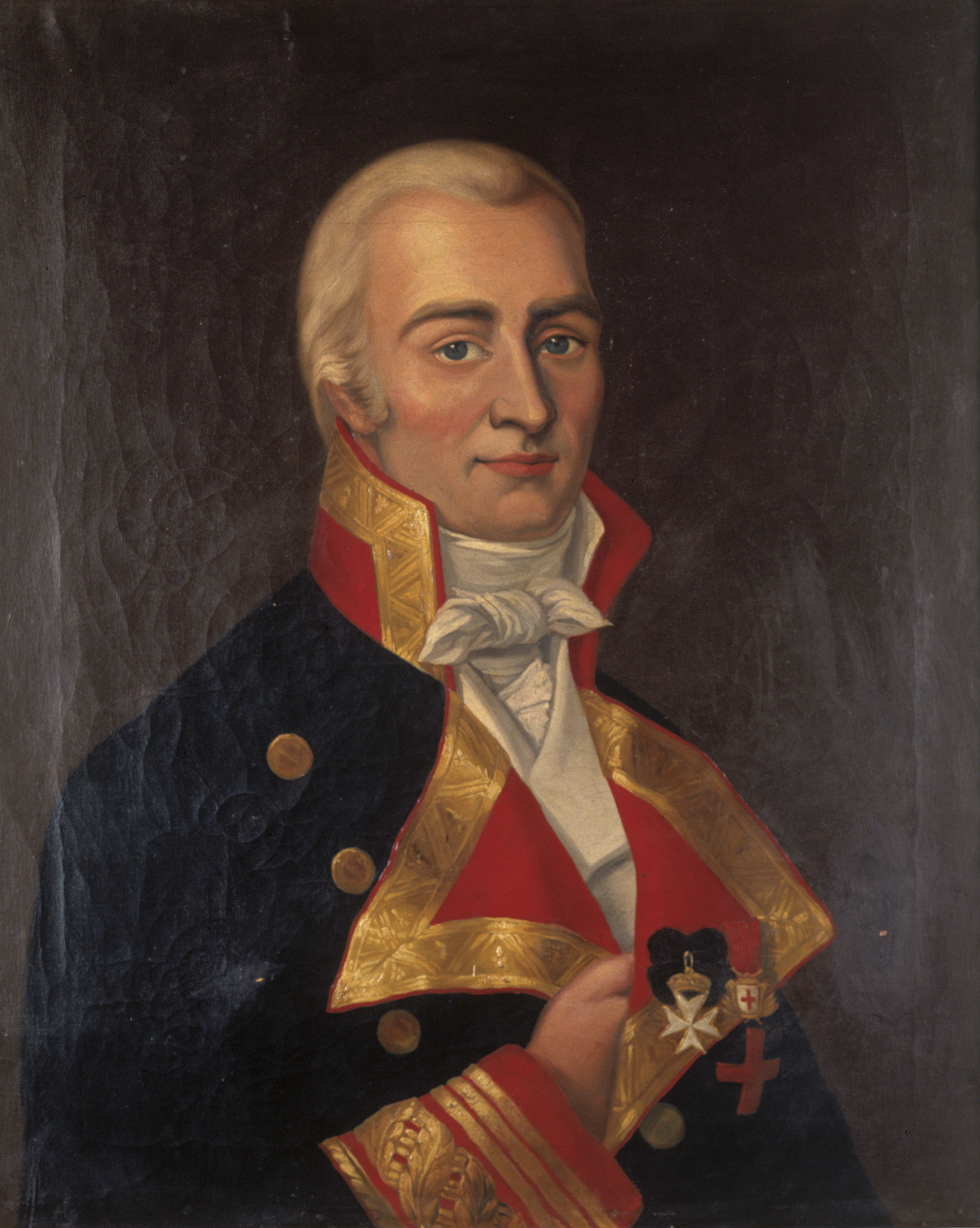
Jacques de Liniers

Le 30 décembre 1808, le Cabildo posa un acte hostile au vice-roi, avec l’évidente intention de le provoquer : il opposa son veto à la nomination comme commissaire (alférez) royal du jeune Bernardino Rivadavia, candidat proposé par Liniers à cette fonction, véto assorti de commentaires blessants mettant en doute les capacités du candidat. Le stratagème consistait à pousser Liniers à l’insistance pour pouvoir ensuite l’accuser de despotisme. S'avisant de ce qu’on lui tendait un piège, Liniers adopta au contraire une attitude soumise et signa sans autre commentaire un ordre requérant le même Cabildo de nommer le nouveau commissaire royal. Ainsi fut désamorcée la première tentative révolutionnaire.
Le 1er janvier 1809, les membres du Cabildo se réunirent et proposèrent une liste de membres du nouveau Cabildo, appelés à entrer en fonction le jour même, en choisissant parmi les ennemis les plus déclarés du vice-roi. Lorsqu’ils se dirigèrent au fort de Buenos Aires afin d’y soumettre pour approbation ladite liste, ils furent appuyés par divers régiments de miliciens, tous d’origine espagnole, qui se mirent à occuper la place de la Victoire (Plaza de la Victoria, actuelle place de Mai). Fut ameutée également une petite foule de manifestants, qui protestaient contre la politique menée par Liniers et exigeaient sa démission.
Cependant, à l’inverse de ce qu’ils avaient escompté, Liniers se borna à protester à voix basse durant quelques minutes, puis plaça sa signature sous les nominations proposées. Derechef donc, il avait pris le parti de céder et de sauver ainsi sa position.
Dans le même temps pénétrait dans le fort, par la porte de derrière, un bataillon du Régiment de Patriciens, dont le commandant, Cornelio Saavedra, ordonna de défendre le vice-roi et de pointer les canons vers le bâtiment du Cabildo, qui bordait la place de la Victoire sur le côté (ouest) opposé au fort de Buenos Aires.
Les membres du Cabildo, se réunirent à nouveau et, se promettant de destituer le vice-roi d’une manière ou d’une autre, envisageaient de lui substituer une commission exécutive, une junte de gouvernement, de laquelle seuls auraient fait partie des Espagnols péninsulaires (c'est-à-dire nés en Espagne), certes épaulée par deux criollos, Mariano Moreno et le syndic Julián de Leyva, qui eussent rempli le rôle de secrétaires de cette Junte.

### Deuxième tentative
Dans l’après-midi, une forte bourrasque dispersa les manifestants, mais les hommes de troupe, quoique s’étant mis à l’abri sous les arches de la Recova (sorte de marché couvert situé au milieu de la place de la Victoire et la séparant en deux), restèrent à leurs postes.
Dans la soirée se présenta au fort un long cortège, composé du Cabildo au complet, de l’évêque de la ville Benito Lué y Riega, et des membres de l’Audiencia et du Consulat de commerce de Buenos Aires. Tous exigeaient la démission de Liniers, et demandaient en outre que Saavedra retirât ses troupes. Celui-ci, s’avisant que le vice-roi ne paraissait plus décidé à résister, fit reculer son régiment de patriciens jusqu’au milieu de la place, comme dans un défilé, salué par les forces militaires rebelles. Quelques minutes plus tard, sans attendre d’ordres de leurs supérieurs, la plupart des soldats des bataillons espagnols décidèrent de rentrer chez eux. Saavedra pour sa part entreprit de visiter une à une les casernes des autres bataillons.
Liniers se considérait vaincu, mais, désireux néanmoins de contrôler en quelque manière les suites de sa chute, il exigea — appuyé en cela par Lué — que fussent observées les règles disposant que les vice-rois fussent remplacés par le chef militaire le plus ancien de la vice-royauté ; en l’espèce, il se serait agi du général Pascual Ruiz Huidobro. Conscient de ce que sa première tentative avait échoué, mais jugeant Huidobro plus maniable car moins prestigieux que Liniers, Álzaga finit par s’incliner devant cette exigence. Liniers s’étant alors déclaré d’accord pour démissionner, l’on s’attela à rédiger un acte par lequel Liniers annonçait sa démission.

### L’échec

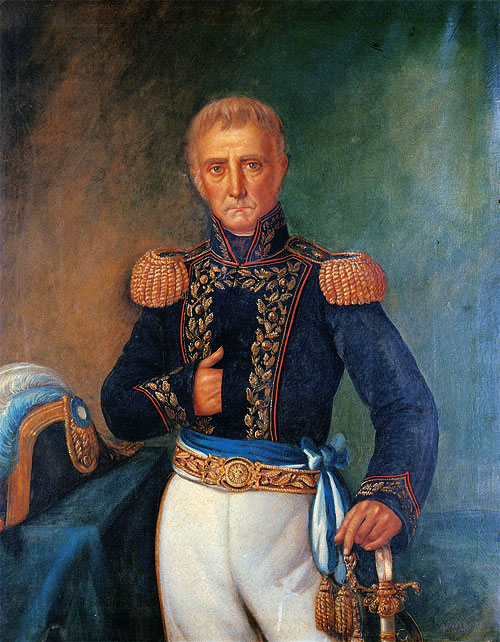
Cornelio Saavedra

Cependant, avant que ledit acte eût été achevé d’établir, le colonel Saavedra refit inopinément son apparition dans le fort, en compagnie des commandants des autres régiments et bataillons constitués de criollos. Pour ajouter de l’effet à sa réapparition, Saavedra tenait son épée dégainée, et avait troqué son chapeau pour un mouchoir noué.
Saavedra, de concert avec les autres commandants, exigea fermement que fût suspendue la procédure de démission, attendu que le groupe requérant cette démission ne représentait pas le peuple. Lué intervint, demandant à Saavedra qu’il laissât les choses telles quelles, compte tenu que Liniers n’était guère aimé. Saavedra alors emmena Liniers jusqu’au balcon du fort, où il fut acclamé par une foule nombreuse, convoquée là par le même Saavedra.
Au même moment les Patriciens surgirent sur la place, investirent celle-ci et refoulèrent les milices favorables au coup de force. Il y eut quelques tirs, faisant quelques blessés, mais les milices séditieuses se résignèrent à évacuer la place sans combattre.
Alors Liniers rentra au salon où se tenaient les membres du Cabildo et l’évêque, et déclara avec fermeté qu’il ne songeait point à démissionner. L’acte que l’on avait commencé à rédiger se mua en un acte de confirmation de Liniers, recueillant l’approbation de l’ensemble des présents, y compris des membres du Cabildo.
Tous ensuite retournèrent à leur logis, hormis les membres du Cabildo. Plusieurs heures plus tard, à la nuit déjà survenue, Liniers ordonna que fussent remis en liberté les alcades et autres dignitaires de nomination récente. En revanche, les membres les plus en vue du Cabildo, y inclus Álzaga, furent gardés prisonniers.

## Conséquences
Dès le lendemain, Álzaga et les autres meneurs du mouvement furent frappés de bannissement à Carmen de Patagones, à près de mille km au sud de Buenos Aires. L’Audiencia entama une procédure à leur encontre sous l’inculpation d'« indépendance » (sic). Quant aux deux secrétaires, Mariano Moreno et Manuel Leyva, ils ne furent pas inquiétés.
Les bataillons de miliciens urbains qui s’étaient joints au soulèvement — tercios de Miñones de Catalogne, tercios de Galliciens et de Biscayens, y compris les Chasseurs de Corrientes — furent dissous. Si une partie des hommes de troupes trouva à s’incorporer dans d’autres corps d’armée, les officiers furent sanctionnés d’une mis à pied définitive. Se trouvaient impliqués également quatre compagnies du 3e bataillon de Patriciens sous les ordres de José Domingo de Urién ainsi que quelques officiers des deux autres bataillons de ce corps, comme Antonio José del Texo (capitaine du 1er bataillon), Pedro Blanco et Tomás José Boyso. Urién fut démis de ses fonctions et Texo se vit mis en jugement pour tentative d’assassinat sur la personne de Saavedra.
Les proscrits à Carmen de Patagones, Martín de Álzaga, Juan Antonio Santa Coloma, Olaguer Reynals, Francisco de Neyra y Arellano et Esteban Villanueva, seront peu après délivrés par Elío — lequel continuait à ne pas reconnaître Liniers et soutenait la junte de Montevideo — et transférés vers cette ville.
Le Cabildo fut épuré de plusieurs de ses membres, tandis qu’un nouveau groupe de dirigeants, liés plus particulièrement au commandant des Patriciens et aux autres chefs  militaires criollos, en prit la tête. Pourtant, la majeure partie d’entre eux, à la différence de Saavedra, s’abstiendront en 1810 de participer à la révolution de Mai.
Avec l'arrivée du nouveau vice-roi Baltasar Hidalgo de Cisneros, venu d’Espagne, les réserves des colons espagnols à l’endroit de Liniers, désormais remplacé, devinrent sans objet, tandis que Cisneros prit le parti de l’indulgence à l’égard des responsables de l’Asonada.
Peu après aura lieu la révolution de Mai, menée par des criollos plutôt que par des Espagnols. Il semblerait qu’Álzaga ait eu quelque part dans l’élection des membres de la Première Junte, quoique non ouvertement. Plusieurs des partisans d’Álzaga s’engagèrent activement dans la révolution, alliés cette fois au groupe dirigé par Saavedra.
L’un des membres de la junte avortée, Juan Larrea, devint membre de ladite Première Junte. L’un des deux secrétaires, Mariano Moreno, fut désigné secrétaire de ce premier exécutif autonome, tandis que l’autre, Manuel Leyva, s’employa à lever les derniers obstacles légaux qu’avaient à surmonter les révolutionnaires.
Le principal bénéficiaire de l’échec du coup de force d’Álzag fut Saavedra, à qui désormais Liniers était redevable de son autorité. Dorénavant, aucun gouvernement ne pouvait plus agir à Buenos Aires sans l’appui des milices urbaines, du moins jusqu’à la crise de 1820, dite anarchie de l’An XX. De fait, c’est sur la décision de Saavedra que fut déclenchée la révolution de Mai.

## Interprétations
À la suite de l’historien Vicente Fidel López, l'Asonada a été considérée pendant longtemps comme une réaction absolutiste conduite par des Espagnols, afin de préserver la domination espagnole dans la vice-royauté. Depuis lors, cette vision a été adoptée par nombre d’historiens, dont Ricardo Levene et Lozier Almazán, biographes attitrés de Mariano Moreno, qui ne réussirent cependant jamais, si même ils le tentèrent, à accorder cette vision avec le tableau d’ensemble de la vie et de l’action de Moreno.
Par la suite, plusieurs auteurs ont remis en question cette interprétation, en faisant observer qu’Álzaga était Basque et qu’il était arrivé jeune enfant dans le Río de la Plata ; il est dès lors peu vraisemblable qu’il ait pu s'engager en faveur d'une relation de dépendance vis-à-vis d’une Espagne dont il ne devait plus guère se souvenir, et pour laquelle on peut supposer que les Basques n’éprouvent pas le même sentiment d’attachement que ceux originaires des provinces centrales.
De même, le parcours ultérieur de Moreno ne s’articule pas avec les supposées idées absolutistes des instigateurs de la mutinerie. Au surplus, durant ces années, les absolutistes s’étaient toujours opposés à la constitution de juntes de gouvernement destinées à pallier le vide de pouvoir en Espagne.
La signification exacte de l’Asonada demeure sujet à discussion. Toutefois, il fait peu de doute que les participants ne poursuivaient pas tous les mêmes objectifs, pas davantage que ceux qui s’y opposèrent.